# Ciclismo ai Giochi della XXXI Olimpiade - Inseguimento a squadre femminile
Le gare di inseguimento a squadre femminile dei Giochi della XXXI Olimpiade si sono disputate l'11 e 13 agosto al Velódromo Municipal di Rio de Janeiro.
La competizione ha visto la partecipazione di 9 squadre composte da 4 atlete ciascuna. La Gran Bretagna, con il quartetto composto da Katie Archibald, Laura Trott, Elinor Barker e Joanna Rowsell Shand, ha stabilito i nuovi record olimpici e mondiali sia nella manche di qualificazione, che al primo turno che nella finale.
Le medaglie sono state consegnate da Claudia Bokel, membro del CIO Germania, e Mohammad Belmahi, membro del Comitato direttivo UCI.

## Programma
Tutti gli orari sono UTC-3
| Data           | Turno          |
| -------------- | -------------- |
| 11 agosto 2016 | Qualificazioni |
| 13 agosto 2016 | Semifinali     |
| 13 agosto 2016 | Finale         |

## Risultati

### Qualificazioni
| Pos. | Paese         | Cicliste                                                            | Tempo    | Note                              |
| ---- | ------------- | ------------------------------------------------------------------- | -------- | --------------------------------- |
| 1    | Gran Bretagna | Katie Archibald Laura Trott Elinor Barker Joanna Rowsell Shand      | 4:13.260 | Record mondiale · Record olimpico |
| 2    | Stati Uniti   | Sarah Hammer Kelly Catlin Chloé Dygert Jennifer Valente             | 4:14.286 |                                   |
| 3    | Australia     | Georgia Baker Annette Edmondson Amy Cure Melissa Hoskins            | 4:19.509 |                                   |
| 4    | Canada        | Allison Beveridge Jasmin Glaesser Laura Brown Georgia Simmerling    | 4:19.599 |                                   |
| 5    | Nuova Zelanda | Lauren Ellis Racquel Sheath Rushlee Buchanan Jaime Nielsen          | 4:20.061 |                                   |
| 6    | Cina          | Huang Dongyan Jing Yali Ma Menglu Zhao Baofang                      | 4:25.246 |                                   |
| 7    | Italia        | Simona Frapporti Tatiana Guderzo Francesca Pattaro Silvia Valsecchi | 4:25.543 |                                   |
| 8    | Polonia       | Daria Pikulik Edyta Jasińska Justyna Kaczkowska Natalia Rutkowska   | 4:28.988 |                                   |
| 9    | Germania      | Gudrun Stock Charlotte Becker Mieke Kröger Stephanie Pohl           | 4:30.068 |                                   |

## Primo turno
Le batterie del primo turno si svolgono come segue:
Batteria 1: sesta contro settima di qualificazione
Batteria 2: 5° contro ottava di qualificazione
Batteria 3: seconda contro terza di qualificazione
Batteria 4: prima contro quarta di qualificazione
I vincitori delle batterie 3 e 4 procedono alla finale della medaglia d'oro. Le restanti 6 squadre si classificano puntualmente, quindi procedono alle finali per il bronzo, 5º o 7º posto.
| Pos. | Manche | Paese         | Cicliste                                                            | Tempo    | Note |
| ---- | ------ | ------------- | ------------------------------------------------------------------- | -------- | ---- |
| 1    | 4      | Gran Bretagna | Katie Archibald Laura Trott Elinor Barker Joanna Rowsell Shand      | 4:12.152 | Q1   |
| 2    | 3      | Stati Uniti   | Sarah Hammer Kelly Catlin Chloé Dygert Jennifer Valente             | 4:12.282 | Q1   |
| 3    | 3      | Canada        | Allison Beveridge Jasmin Glaesser Laura Brown Georgia Simmerling    | 4:15.636 | Q3   |
| 4    | 4      | Nuova Zelanda | Lauren Ellis Racquel Sheath Rushlee Buchanan Jaime Nielsen          | 4:17.592 | Q3   |
| 5    | 2      | Australia     | Georgia Baker Annette Edmondson Amy Cure Melissa Hoskins            | 4:20.262 | Q5   |
| 6    | 1      | Italia        | Simona Frapporti Tatiana Guderzo Francesca Pattaro Silvia Valsecchi | 4:22.964 | Q5   |
| 7    | 1      | Cina          | Huang Dongyan Jing Yali Ma Menglu Zhao Baofang                      | 4:23.678 | Q7   |
| 8    | 2      | Polonia       | Daria Pikulik Edyta Jasińska Justyna Kaczkowska Natalia Rutkowska   | 4:27.299 | DSQ  |

- Q1 = qualificata per la finale 1º posto
- Q3 = qualificata per la finale 3º posto
- Q5 = qualificata per la finale 5º posto
- Q7 = qualificata per la finale 7º posto

## Finali
Gara per l'oro
| Pos. | Paese         | Cicliste                                                       | Tempo    | Note                              |
| ---- | ------------- | -------------------------------------------------------------- | -------- | --------------------------------- |
| 1    | Gran Bretagna | Katie Archibald Laura Trott Elinor Barker Joanna Rowsell Shand | 4:10.236 | Record mondiale · Record olimpico |
| 2    | Stati Uniti   | Sarah Hammer Kelly Catlin Chloé Dygert Jennifer Valente        | 4:12.454 |                                   |

Gara per il bronzo
| Pos. | Paese         | Cicliste                                                        | Tempo    | Note |
| ---- | ------------- | --------------------------------------------------------------- | -------- | ---- |
| 3    | Canada        | Allison Beveridge Jasmin Glaesser Kirsti Lay Georgia Simmerling | 4:14.627 |      |
| 4    | Nuova Zelanda | Lauren Ellis Racquel Sheath Rushlee Buchanan Jaime Nielsen      | 4:18.459 |      |

Gara per il 5º posto
| Pos. | Paese     | Cicliste                                                               | Tempo    | Note |
| ---- | --------- | ---------------------------------------------------------------------- | -------- | ---- |
| 5    | Australia | Georgia Baker Annette Edmondson Amy Cure Ashlee Ankudinoff             | 4:21.232 |      |
| 6    | Italia    | Beatrice Bartelloni Tatiana Guderzo Francesca Pattaro Silvia Valsecchi | 4:28.368 |      |